# 徐姓
徐氏是中文姓氏，嬴姓十四氏之一，百家姓排名第150位。据2018年的统计，徐氏是中国大陆人口第十一大姓氏。

## 發源
出自嬴姓十四氏之一。
大业长子伯益，因輔佐禹治水有功，帝舜賜以嬴姓。《通志》記載：“徐氏，子爵，嬴姓，皋陶之後也。皋陶生伯益。伯益佐禹有功，封其子若木於徐，至偃王，已三十二世，爲周所滅，複封其子宗爲徐子。昭三十年爲吳所滅。子孫以國爲氏。”《元和姓纂》云：“徐，嬴姓，顓頊之後(史記與尚書記載：顓頊為黃帝之孫，五帝之一，九黎的首領。)伯益之後，夏時受封於徐，生偃王，以國爲氏。”
《廣韻》曰：“徐，姓。自顓頊之後。春秋時，徐偃王行仁義，其後氏焉。出東海、高平、東莞、琅琊、濮陽五望。”《姓解》則說：“東海徐氏，顓頊之後。伯益佐禹有功，封於徐。至春秋時，徐偃王行仁義，其後氏焉。”《路史》記載：“伯益之後，因氏。”

歷史上的徐國，曆經夏、商、周三代，都是諸國之一。至西周穆王時，徐國之君徐偃王在位，行仁義，結眾心，頗得百姓擁護，四周有三十二個國家都派人向他朝貢。後來，他擧兵進攻周朝都城，被周穆王打敗後，在彭城（今江蘇徐州市）一帶的山中隱居下來，徐州之名稱即由此而來。周穆王特封他的子孫爲徐子，繼續管理徐國。這一子爵國家一直延續了數百年，直到公元前512年才被吳國滅掉。亡國後的徐國王室和黎民百姓爲紀念故國，便紛紛以國名徐爲姓氏。
出自子姓。
商湯之後爲子姓。周公旦平定武庚叛亂之後，把“殷民六族”中的貴族帶回成周（故城在今河南偃師市西，範文瀾《中國通史簡編·西周》），分給田地房屋，讓其自食其力。“六族”中第一姓即爲徐氏。這支徐氏傳衍於故洛陽和山東一帶。
出自少數民族改姓。
東晉北地氏族中，蜀人賨族中有徐姓，進入南北朝後，這些少數民族的徐姓大部分被同化。
清朝滿州八旗舒祿氏、徐吉氏、舒穆祿氏等氏族集體改徐姓，成爲後來的東北徐姓滿人。
赤狄民族中，有徐国，隗姓，以国为氏，有徐氏。

## 迁徙
秦代以前，徐姓主要分布于安徽、江苏、山东等地。至汉朝，徐姓已迁至整个黃河流域，但主要活動地尚在淮河及江南地区。魏晋时期，徐姓开始大规模南迁，主要是浙江。
宋朝，徐姓已迁达至江西、福建等地。其时徐姓第一大省是江西，约占全国徐姓总人口的23.5%。江西、浙江、山东、江苏四省之徐姓，大约占全国徐姓总人口的62%。
元朝，徐姓又在广东梅州、海丰等地活動。
明朝时期，浙江为徐姓第一大省，约占全国徐姓总人口的35.1%。全国分布上，则主要集中于浙江、江苏、江西三省，而这三省徐姓，大约占徐姓总人口的64.5%。
当代徐姓在全国的分布，主要集中于江苏、广东、浙江、四川四省，约占全国徐姓总人口的41%；其次分布于山东、江西、安徽、河南、湖北，这五省的徐姓又集中了30%。江苏为徐姓第一大省。全国形成了长江三角地区、广东东部和四川三块高比率徐姓分布区域。

## 宗祠楹联
四言通用联
南州世泽；东海家声。
上联典指东汉时期的徐穉，人称“南州高士”。下联典指秦政时期的方士徐福，携童男童女数千人渡海访仙，据传说后来成为日本的神武天皇。
五言通用联
势廊重山外；词留寿石前。
此联为大清书法家徐懋所集。徐懋，字问渠，钱塘人。以好古而博闻著称。

## 外部連結
[在维基数据编辑]
 《百家姓》
 《欽定古今圖書集成·明倫彙編·氏族典·徐姓部》，出自陈梦雷《古今圖書集成》